# Mialos
Mialos é uma comuna francesa na região administrativa da Nova Aquitânia, no departamento dos Pirenéus Atlânticos. Estende-se por uma área de 4,52 km². Em 2010 a comuna tinha 130 habitantes (densidade: 28,8 hab./km²).